# Frankholzhäuschen
Frankholzhäuschen ist eine Hofschaft im Nordwesten der bergischen Großstadt Wuppertal am Mittellauf des Steinberger Bach. Frankholzhäuschen ist vermutlich ein Abspliss von Frankholz (Beek) oder Frankholz (Varresbeck).

## Lage und Beschreibung
Die Hofschaft liegt auf einer Höhe von 216 m ü. NHN an der gleichnamigen Straße Frankholzhäuschen im Westen des Wohnquartiers Eckbusch im Stadtbezirk Uellendahl-Katernberg. Weitere benachbarte Ortslagen sind Frankholzhöhe, der Reithof Katernberg, Häuschen, Lohrenbeck, Gut Steinberg, Eskesberg, Bergerheide, Kutenhaus und Am Hagen.

## Etymologie und Geschichte
Während der Namensbestandteil Holt, Holz eindeutig einen Wald und Häuschen ein kleines Haus bezeichnet, ist die Deutung von Frank nicht eindeutig geklärt. Fraglich scheint die Benennung nach dem Volksstamm der Franken oder eines frühen Besitzer mit dem Namen Franco. Wahrscheinlicher ist Frankholz eine Ableitung von Wrankholz (= Streitholz, umstrittener Wald).
Auf der Topographischen Aufnahme der Rheinlande von 1824 ist der Hof als Frankholtshäusgen verzeichnet. Frankholzhäuschen lag in der 1867 von der Bürgermeisterei Haan abgespalteten Bürgermeisterei Sonnborn, die 1888 unter Gebietsabtretungen an die Stadt Elberfeld in Vohwinkel umbenannt wurde. 
Im Gemeindelexikon für die Provinz Rheinland von 1888 werden ein Wohnhaus mit neun Einwohnern angegeben.
Mit der Gründung Wuppertals 1929 fand Frankholzhäuschen als Teil von Vohwinkel Aufnahme in das Stadtgebiet.